# Thyonidium
Genre
Thyonidium est un genre d'holothuries (concombres de mer) de la famille des Cucumariidae. 

## Liste des espèces
Selon World Register of Marine Species (1 mars 2015) :
- Thyonidium asper Ayres, 1851
- Thyonidium diomedeae (Ohshima, 1915)
- Thyonidium drummondii (Thompson, 1840)
- Thyonidium ehlersi Heller, 1868
- Thyonidium flavum Greeff, 1882
- Thyonidium glabra Ayres, 1851
- Thyonidium hyalinum (Forbes, 1841)
- Thyonidium kurilensis (Levin, 1984)
- Thyonidium lapidifera (Lesueur, 1824)
- Thyonidium musculosa Ayres, 1851
- Thyonidium productum (Ayres, 1852)
- Thyonidium rigidum Sluiter, 1894
- Thyonidium seguroensis (Deichmann, 1930)
- Thyonidium tabulata (Ohshima, 1915)
- Thyonidium turriculacava (Massin, 1987)